# Arqueologia

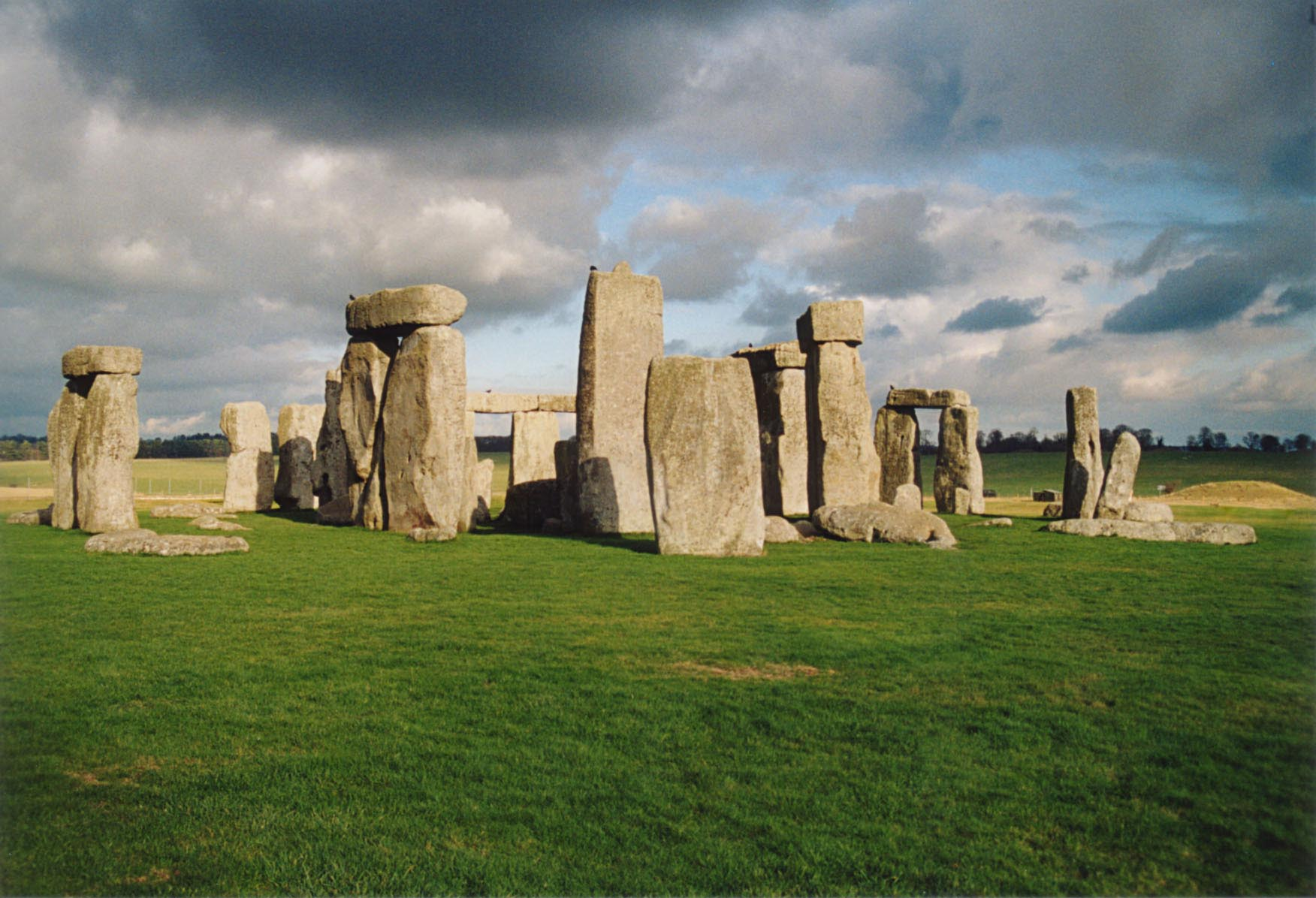
L'Stonehenge, un monument d'Anglaterra considerat Patrimoni de la Humanitat per la UNESCO

L'arqueologia és una disciplina científica que es dedica a l'estudi de les diverses societats humanes que han viscut al llarg dels segles, gràcies a la recuperació i anàlisi de la cultura material que van produir. Comparteix aquest mateix objectiu científic amb la història quan estudia aquelles societats que coneixien (o coneixen) l'escriptura. En canvi, només l'arqueologia pot estudiar aquelles societats que no van deixar-nos cap llegat escrit perquè no coneixien aquesta pràctica, és a dir, aquelles societats que van viure en l'etapa que convencionalment categoritzem de prehistòrica. Té uns mètodes de treball propis determinats (sobretot el de l'excavació), amb els quals pretén reconstruir el passat.
Habitualment l'arqueologia analitza i estudia qualsevol resta material que s'hagi preservat d'una societat: els habitatges i totes les altres construccions, el territori que els envolta, les tombes, objectes sumptuaris, eines diverses, les deixalles, etc.
La paraula arqueologia procedeix del grec ἀρχαίο arkheos ('vell' o 'antic'), i de λόγοσ logos ('ciència' o 'estudi').

## Mètodes de treball de l'arqueologia

### Interdisciplinarietat en l'arqueologia
Per reconstruir antigues formes de vida, els arqueòlegs se serveixen també dels mètodes de treball utilitzats per la sociologia, la demografia, la geografia, l'economia o fins i tot les ciències polítiques.
No obstant això, els arqueòlegs moderns no poden dominar totes les ciències i hui en dia molt sovint col·laboren braç a braç amb els acadèmics d'altres disciplines per a l'estudi de diversos aspectes molt específics del passat: macrofauna, microfauna, ictiofauna, malacologia, paleocarpologia, antracologia, geomorfologia, paleometal·lúrgia, etc.

### Els mètodes de datació
Així, els arqueòlegs, per establir la cronologia, acostumen a utilitzar mètodes de datació descoberts per altres ciències: el sistema del carboni 14 (radiocarboni) fou desenvolupat per físics nuclears, les tècniques de datació geològica es deuen als geòlegs i les tècniques d'estudi de les restes de fauna són obra de paleontòlegs.

## Tipus d'arqueologia

### Arqueologia experimental
És la ciència que vol aprofundir en l'anàlisi de restes materials del passat intentant reproduir les condicions sota les quals es van produir les estructures arqueològiques. Des dels seus inicis als anys seixanta aquesta experimentació ha treballat de dues maneres:
- Replicant les dades arqueològiques, com ara objectes, vestits, edificis i altres estructures prehistòriques a partir de les mateixes matèries primeres i tècniques de manufactura compatibles amb els coneixements de l'època i la societat en qüestió que s'analitza.
- Reconstruint els mateixos processos pels quals es van generar les dades arqueològiques, processos com cultivar un camp, tala i crema de boscos, confecció d'objectes paleometal·lúrgics, i fins i tot els de construcció i destrucció dels mateixos jaciments.

Cal tenir clar que l'arqueologia experimental no és probatòria de res, no demostra cap hipòtesi com a vertadera, però sí que pot servir per a invalidar-ne una o per proposar-ne de noves que interpretin millor la producció i el comportament de la societat estudiada.
En el context de l'arqueologia catalana s'ha practicat poc el tipus experimental i bàsicament en el camp de la prehistòria i la protohistòria, practicant la manufactura de materials lítics, l'esquarterament i descarnació d'animals, l'observació de traces d'ús i desgast d'eines lítiques, la crema d'ossos... Per exemple, al jaciment de la cova 120 de Sadernes a partir del 1987 s'experimentà amb els sistemes d'emmagatzemament de cereals que s'hi havien trobat, estudiant la capacitat de germinació i rendiment posteriors i les necessitats tècniques d'aquell conreu.

### Arqueologia industrial
És la que vol aprofundir en l'anàlisi de les restes materials del passat específicament industrial. Estudia les restes materials com ara fàbriques, molins, ponts metàl·lics, mines, màquines que s'han trobat, instal·lacions dels primers ferrocarrils, instal·lacions militars, productes fabricats per les primeres indústries... Naturalment, aprofiten els coneixements del context socioeconòmic i fins i tot intel·lectual estudiat per la historiografia.
Aquesta especialitat va néixer al Regne Unit per investigar les restes de la seva revolució industrial, sobretot les tecnològiques. Avui dia ha esdevingut l'arqueologia del món de l'edat contemporània i actual. Fins i tot pot treballar conjuntament amb projectes de recuperació de la memòria oral, o de restauració d'espais, i edificis contemporanis (des de trinxeres de les guerres del segle xx fins a complexos fabrils).
A casa nostra s'ha practicat amb prou intensitat i ha generat diverses iniciatives com ara el Museu de la Ciència i la Tècnica de Catalunya, situat a l'antiga fàbrica modernista Aymerich, Amat i Jover de Terrassa; o la recuperació de grans estructures de ferro (els mercats del Born o de Sant Antoni, les estacions de França i del Nord, etc.); la del molí paperer de Capellades; el Museu del Ferrocarril de Catalunya a Vilanova; o el del Suro a Palafrugell; entre moltes altres.
El potencial del passat industrial català ha permès que des del 1988 s'organitzin les Jornades d'Arqueologia Industrial de Catalunya, que fins a l'actualitat ja s'han convocat vuit vegades.

### Arqueologia medieval

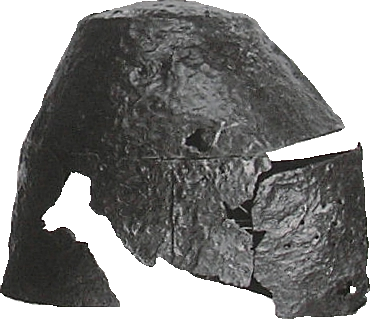
Gran elm trobat al castell de Treuchtlingen, ca. 1300

És la ciència que vol aprofundir en l'anàlisi de les restes materials del passat específicament medieval.
A Catalunya aquesta especialitat fou reimpulsada el 1959 pel professor Albert del Castillo del departament d'Història Medieval de la Universitat de Barcelona. Durant els anys vuitanta l'escola que ell havia iniciat va fer diverses excavacions tant en àrees rurals com urbanes, datades entre els segles VII i xv (masos, castells, ermites, esglésies, monestirs, viles fortificades, zones urbanes, tombes, molins, tallers de ceràmica...): es feren grans avenços en la investigació del poblament dispers de les primeres masies catalanes així com del lent procés de repoblació de les comarques conquerides als sarraïns. També en aquesta època fou quan s'inicià l'anàlisi sistemàtica de tots els materials trobats.

### Arqueologia subaquàtica
És la que vol aprofundir en l'anàlisi de restes materials del passat que per un motiu o altre han quedat negades en el medi subaquàtic, tant en aigües continentals com marítimes. Aquesta especialitat va néixer amb l'ús científic de l'escafandre autònom. No es limita sols a l'excavació submarina d'antics vaixells enfonsats sinó també a la d'antics assentaments humans que avui dia han quedat sota les aigües a causa de la progressiva pujada dels oceans, característica de l'Holocè. Té els mateixos principis i sistemes de registre que l'arqueologia convencional terrestre, però simplement adaptats al medi subaquàtic. Un dels grans avantatges de les restes enfonsades és que la seva conservació és totalment diferent i això ha permès tot sovint recuperar materials que a terra s'haurien desintegrat amb el temps.
Aquesta disciplina ha aportat moltes dades sobre les antigues rutes comercials marítimes que connectaven països i cultures ben diferents. A més, cal tenir en compte que tot sovint els jaciments subaquàtics són un conjunt tancat que no ha estat modificat pels humans i això ha permès fer estudis cronològics i tipològics en profunditat.
Després de moltes dècades de pràctiques esportives de submarinisme als litorals de casa nostra que sovint s'han dedicat a recuperar el material arqueològic més visible, durant els anys vuitanta les institucions catalanes han impulsat la recuperació científica d'aquest material. N'és un exemple el jaciment de Culip IV al cap de Creus, un vaixell romà que va naufragar el segle i aC en temps de Vespasià.

### Arqueologia urbana
És la que fa excavacions de salvament en el medi urbà per tal de recuperar el material arqueològic amb rapidesa abans que s'hi construeixi a sobre. El terme comença a utilitzar-se els anys seixanta, i als Països Catalans els anys setanta. L'objecte d'estudi és una ciutat des dels seus inicis fins a l'actualitat, i a banda del mètode arqueològic també utilitza els arxius de documents escrits per a orientar les investigacions. Les troballes immobles solen integrar-se a l'urbanisme circumdant i ser utilitzades com a bé cultural un cop són recuperades.
A casa nostra tenim molts exemples d'arqueologia urbana, entre els quals destaquen les ciutats de Barcelona, Tarragona, València, Badalona, Lleida, Vic... Tot i que massa sovint les seves intervencions han de fer-se amb caràcter d'urgència (sovint promogudes pels ajuntaments o la comunitat autònoma), també s'han pogut fer grans excavacions amb el ritme pausat que els correspon, com ara la de la plaça del Rei de Barcelona, el projecte de Dalt de la Vila de Badalona, l'antic Portal de la Magdalena a Lleida (1984-1987), o el brillant projecte TED'A a Tarragona (1987-1990).

## Història de l'arqueologia

### Història de l'arqueologia als Països Catalans
L'origen del desenvolupament de l'arqueologia cal buscar-lo en el col·leccionisme d'antiguitats, els viatges a altres països i l'erudició diletant. L'ampli interès cultural que generà el Renaixement per conèixer les antiguitats clàssiques provocà la profusió de descripcions del passat grecoromà (grans monuments, plaques epigràfiques, monedes, etc.). Un exemple en fou el llibre que Lluís Ponç d'Icard va publicar a Lleida el 1572: Libro de las grandezas y cosas memorables de la metropolitana, insigne y famosa ciudad de Tarragona.
Però seria el segle xviii, ja en temps de la Il·lustració, que es van emprendre les primeres excavacions: Cavanilles al penyal d'Ifac; l'arquebisbe de València al Puig; Meranges a Empúries… De fet, l'actual Museu Arqueològic de Tarragona va néixer de la col·lecció de l'arquebisbe de Tarragona Francesc Armanyà. La fundació de l'Acadèmia de Bones Lletres de Barcelona el 1752 fou important per potenciar el fenomen.
Al segle xix cuegen encara les maneres de fer del segle anterior, com exemplifica Joan Ramis Ramis quan publicava a Maó el 1818 Antigüedades célticas de la isla de Menorca, o Josep Salat que també publicava aquell mateix any el seu Tratado de monedas labradas en el Principado de Catalunya. La motivació era tan alta que la mateixa Junta de Comerç promogué les primeres excavacions del temple romà de Barcelona. El moviment historiogràfic romàntic d'aquells temps no utilitzà gaire l'arqueologia, ja que es movia entre les teories bíbliques tubalistes i l'exigència erudita, però almenys el seu interès per l'edat mitjana afavorí l'estudi dels textos antics i el respecte pels monuments històrics d'aquella edat. Pel que fa a les grans expedicions europees cap als jaciments arqueològics del Pròxim Orient, els catalans no hi van participar, amb l'excepció del cònsol Eduard Toda que feu excavar la tomba de Sennedjem a Deir el Medina (1886). Així doncs, en aquesta època l'arqueologia era usada més com a estímul per als erudits que no pas com a disciplina del coneixement en si mateixa, i sobretot com a font per al col·leccionisme privat i l'incipient museisme que naixia per les Comissions Provincials de Monuments (la de Tarragona el 1834, la de Girona el 1847, la de Lleida el 1864…) i les acadèmies (Barcelona el 1835, Vic el 1891…).
De mica en mica l'arqueologia començà a ser tinguda en compte, i ja a l'Exposició Universal de Barcelona del 1888 fou explícitament tractada, si ve encara lligada a la història medieval i la història de l'art. Però fou amb l'esclat del moviment positivista a tot Europa que se la va reconèixer com a disciplina científica. Va caldre, abans, fer caure moltes barreres mentals de l'Europa de la segona meitat del XIX i abandonar els prejudicis induïts per la Bíblia: és a dir, reconèixer l'antiguitat dels humans, les proves de la geologia i la paleontologia, el sistema de les tres edats i admetre l'evolucionisme divulgat per Darwin. A casa nostra tot això fou facilitat gràcies a un marc cultural molt propici: la Renaixença i l'associacionisme (sobretot el de caràcter excursionista). En el cas de Catalunya l'esperit cientifista va aparèixer aviat amb Pere Alsius, Francesc Martorell i Peña, Sanpere i Miquel… els quals van fer diversos descobriments com ara l'Abric Romaní de Capellades, els jaciments de Serinyà, la mandíbula de Banyoles (1887), diversos dòlmens, la necròpoli ibèrica de Cabrera (1881), les pintures rupestres del Cogul (1907)...

#### Segle XX
A principis del segle xx l'arqueologia ja estava consolidada com a disciplina de la història amb un mètode d'excavació científic (el mètode estratigràfic ofert per la geologia). Durant les primeres dècades van néixer molts organismes que impulsaven activitats arqueològiques, entre els més importants hi havia: la Junta de Museus de Barcelona (1907), el Servei d'Investigacions Arqueològiques de l'IEC (1915), la càtedra i el seminari de Prehistòria de la Universitat de Barcelona (1916), des dels quals es pogué aprofitar una certa infraestructura institucional i museística i un mínim grau de professionalització.
Amb la recuperació d'institucions pròpies d'autogovern com la Mancomunitat de Catalunya o la Generalitat (amb l'Estatut de 1932) fou possible impulsar el primer intent de pensar i fer arqueologia catalana amb una organització estructurada. En aquest sentit, la monumental tasca de Bosch i Gimpera materialitzà diversos èxits: les seves campanyes sistemàtiques i amb mètodes científics moderns al Baix Aragó, Mallorca i Alacant van fer possible que escrivís una perspectiva general del passat prehistòric abans dels romans a casa nostra: Prehistòria de Catalunya (1919), Etnologia de la península Ibèrica (1932)... Sota el seu mestratge es van formar els arqueòlegs de la generació següent: Josep Colominas, Lluís Pericot, A. del Castillo, Josep de Calassanç Serra i Ràfols, S. Vilaseca i F. Esteve Gàlvez. També cal destacar Agustí Duran i Sanpere, que excavà els estrats romans de Barcelona, i la investigació del clergue Serra i Vilaró al Solsonès. Amb tanta activitat no fou estrany que l'arqueologia catalana assolís un bon prestigi internacional, reflectit en el IV Congrés Internacional d'Arqueologia Clàssica, que es feu el 1929, o que calgués obrir un Museu Arqueològic a Barcelona l'any 1935.
Però la pèrdua de la Guerra civil i l'inici d'una llarga dictadura van tallar en sec el floriment que tenia l'arqueologia: a partir de llavors i fins als anys seixanta vingué una etapa grisa sense una política pròpia de recuperació i anàlisi del patrimoni català. D'aquesta època es pot citar la feina de l'aragonès Martín Almagro des del dit Museu Arqueològic (1935-1955), fundant la revista Ampurias el 1939 i dirigint les excavacions d'aquest jaciment empordanès; després d'ell la direcció d'Empúries recaigué en Eduard Ripoll. Paral·lelament, el prestigiós paleolitista Lluís Pericot dirigia el jaciment gandià de la cova del Parpalló (1941-1945); i A. del Castillo impulsava les primeres experiències d'arqueologia medieval des de la UB. Malgrat aquestes excepcions, les activitats arqueològiques foren molt minses a partir d'aleshores i només les universitats i els museus podien impulsar-la. A més a més, el patrimoni arqueològic descobert passà a ser regit per una desastrosa xarxa de comissaries o delegacions de la Comissaria General de Madrid (1940).
La Universitat de Barcelona no començà a recuperar la seva iniciativa investigadora fins que hi van ingressar els professors Joan Maluquer de Motes el 1958, i Miquel Tarradell i Pere de Palol el 1970. Maluquer fundà immediatament l'Institut d'Arqueologia i Prehistòria el 1959 i la revista Pyrenae el 1965, i també organitzava regularment el Simposi de Prehistòria Peninsular. Tarradell fundà també una revista dita Fonaments el 1978, que aprofundia en les descobertes de prehistòria i món antic que es realitzaven a Catalunya.
Amb el desenvolupament del sistema universitari dels anys setanta (creació altra vegada de la Universitat Autònoma de Barcelona el 1968 i obertura de delegacions a Girona, Lleida i Tarragona) s'amplien les noves generacions de l'ofici arqueòleg i augmenta molt l'activitat excavadora. Aquest èxit provocà una certa exigència entre professionals per mantenir un control rigorós de l'estratigrafia. El restabliment altra vegada de la Generalitat de Catalunya la tardor del 1977 permeté la creació del Servei d'Arqueologia el 1980 (amb cinc serveis territorials (Barcelona, Girona, Lleida, Tarragona i Tortosa, i un de central), que ha quedat totalment ocupat per l'augment geomètric d'excavacions que ha de dur a terme, sobretot casos d'urgència, els costos de les quals recauen sobretot en ajuntaments i diputacions.
Durant els anys noranta les noves exigències culturals de la societat, la destrucció de patrimoni pel boom constructiu i les renovacions metodològiques pels avenços científics suposaren nous reptes a l'arqueologia catalana.
El 2012 es va trobar la figura de l'encantat de Begues.

### Llista d'arqueòlegs importants
- Edward C. Harris
- David Leonard Clarke
- John Frere
- Eudald Carbonell
- Jens Jacob Asmussen Worsaae
- Michele Mercati
- John Grahame Douglas Clark
- Leo Frobenius
- Georges Laplace
- Lewis Roberts Binford
- Oscar Montelius
- Sir Daniel Wilson
- Sven Nilsson Svenson
- Vedel Simonsen
- Ian Hodder
- Vere Gordon-Childe
- Colin Renfrew
- John Lubbock
- Henri Breuil

## Corrents arqueològics
La majoria dels arqueòlegs del passat van definir l'arqueologia com l'estudi sistemàtic de les restes materials de la vida humana ja desapareguda.
Altres arqueòlegs van emfasitzar-ne els aspectes conductistes i van definir l'arqueologia com la reconstrucció de la vida dels pobles antics.
En alguns països, especialment als Estats Units, l'arqueologia ha estat considerada sempre com una subdisciplina de l'antropologia. Mentre aquesta se centrava en l'estudi de les cultures humanes, l'arqueologia es dedicava a l'estudi de les manifestacions materials de les esmentades cultures.
D'aquesta manera, mentre les antigues generacions d'arqueòlegs estudiaven una antiga eina de ceràmica com un element cronològic que ajudaria a datar la cultura que era objecte d'estudi, o simplement com un objecte amb un cert valor estètic, els antropòlegs veien el mateix objecte com un instrument que els serviria per a comprendre el pensament, els valors i la cultura de qui el va fabricar.
La recerca arqueològica ha estat vinculada fonamentalment a l'edat de pedra i a l'antiguitat. No obstant això, durant les últimes dècades la metodologia arqueològica s'ha aplicat a etapes més recents, com l'edat mitjana o la revolució industrial iniciada a finals del segle xviii i principis del xix.
En l'actualitat, els arqueòlegs dediquen ocasionalment l'atenció a materials actuals, investiguen residus i abocadors urbans, amb la qual cosa està naixent la denominada arqueologia industrial.